# Bridgewater (Massachusetts)
Pour les articles homonymes, voir Bridgewater.
La ville américaine de Bridgewater est située dans le comté de Plymouth, dans l’État du Massachusetts. Lors du recensement de 2010, sa population s’élevait à 26 563 habitants.

## Source
- (en) Cet article est partiellement ou en totalité issu de l’article de Wikipédia en anglais intitulé « Bridgewater, Pennsylvania » (voir la liste des auteurs).